# Список Героев Советского Союза (Степовой — Сулин)
В настоящем списке представлены в алфавитном порядке все Герои Советского Союза, чьи фамилии начинаются с буквы «С» (всего 1165 человек, из них 19 удостоены звания дважды). Список содержит даты Указов Президиума Верховного Совета СССР о присвоении звания, информацию о роде войск, должности и воинском звании Героев на дату представления к присвоению звания Героя Советского Союза, годах их жизни.
- Персиковым цветом  в таблице выделены Герои, удостоенные звания дважды и более раз.
- Серым цветом  в таблице выделены Герои, представленные к званию посмертно.

| Навигационная таблица | Навигационная таблица                 |
| --------------------- | ------------------------------------- |
| «С»                   | Сабанов Григорий — Самсонов Владимир  |
| «С»                   | Самсонов Иван — Севрюков Алексей      |
| «С»                   | Севрюков Леонид — Сергиенков Дмитрий  |
| «С»                   | Сергов Алексей — Силантьев Николай    |
| «С»                   | Силин Николай — Скрылёв Алексей       |
| «С»                   | Скрылёв Виктор — Соболевский Анатолий |
| «С»                   | Собянин Гавриил — Сорокин Сергей      |
| «С»                   | Сорокин Фёдор — Степин Кузьма         |
| «С»                   | Степовой Арсентий — Сулин Семён       |
| «С»                   | Султанов Барый — Сябро Николай        |

| № п/п | Фамилия Имя Отчество                                                                            | Дата Указа            | Род войск    | Должность | Звание                    | Годы жизни              | БС ГС НЛ                        |
| ----- | ----------------------------------------------------------------------------------------------- | --------------------- | ------------ | --- | ------------------------- | ----------------------- | ------------------------------- |
| 937   | Степовой Арсентий Иванович укр. Степовий Арсентій Іванович                                      | 21.07.1944            | пехота       | стрелок 1063-го стрелкового полка 272-й стрелковой дивизии 7-й армии Карельского фронта | ефрейтор                  | 25.01.1919 — 12.03.1984 | [ БС 1 ] [ ГС 1 ] [ НЛ 1 ]      |
| 938   | Степовой Николай Федотович укр. Степовий Микола Федотович                                       | 04.06.1944            | артиллерия   | командир огневого взвода 712-го истребительно-противотанкового артиллерийского полка 17-й истребительно-противотанковой артиллерийской бригады РГК в составе войск Калининского фронта | лейтенант                 | 13.02.1924 — 24.07.1944 | [ БС 1 ] [ ГС 2 ] [ НЛ 2 ]      |
| 939   | Степук Семён Ефимович бел. Сцяпук Сямён Яфімавіч                                                | 10.01.1944            | пехота       | командир роты автоматчиков 520-го стрелкового полка 167-й стрелковой дивизии 38-й армии 1-го Украинского фронта | старший лейтенант         | 26.01.1911 — 11.03.1988 | [ БС 2 ] [ ГС 3 ] [ НЛ 3 ]      |
| 940   | Степченко Яков Павлович                                                                         | 31.05.1945            | пехота       | стрелок 68-го гвардейского стрелкового полка 23-й гвардейской стрелковой дивизии 3-й ударной армии 1-го Белорусского фронта | гвардии красноармеец      | 25.10.1914 — 16.04.1945 | [ БС 2 ] [ ГС 4 ] [ НЛ 4 ]      |
| 941   | Стерелюхин Алексей Кузьмич                                                                      | 15.01.1944            | комиссар     | парторг батальона 207-го гвардейского стрелкового полка 70-й гвардейской стрелковой дивизии 13-й армии Центрального фронта | гвардии старший лейтенант | 30.03.1913 — 29.10.1943 | [ БС 2 ] [ ГС 5 ] [ НЛ 5 ]      |
| 942   | Стерин Ефим Ильич                                                                               | 20.12.1943            | артиллерия   | командир огневого взвода батареи 76-мм пушек 175-го гвардейского стрелкового полка 58-й гвардейской стрелковой дивизии 57-й армии Степного фронта | гвардии лейтенант         | 18.02.1924 — 13.03.1944 | [ БС 2 ] [ ГС 6 ] [ НЛ 6 ]      |
| 943   | Стерлигов Василий Дмитриевич                                                                    | 15.05.1946            | пехота       | командир отделения 1008-го стрелкового полка 266-й стрелковой дивизии 5-й ударной армии 1-го Белорусского фронта | младший сержант           | 02.08.1924 — 27.10.1973 | [ БС 2 ] [ ГС 7 ] [ НЛ 7 ]      |
| 944   | Стефанов Дмитрий Никитович                                                                      | 22.02.1944            | пехота       | командир взвода 83-го гвардейского стрелкового полка 27-й гвардейской стрелковой дивизии 8-й гвардейской армии Юго-Западного фронта | гвардии младший лейтенант | 20.10.1911 — 14.10.1943 | [ БС 2 ] [ ГС 8 ] [ НЛ 8 ]      |
| 945   | Стефановский Пётр Михайлович бел. Стэфано́ўскі Пётр Міха́йлавіч                                   | 05.03.1948            | генерал      | заместитель начальника управления испытания самолётов НИИ ВВС | генерал-майор авиации     | 02.01.1903 — 23.02.1976 | ——                              |
| 946   | Стефанчиков Николай Андреевич                                                                   | 27.02.1945            | танкист      | командир танкового батальона 65-й гвардейской танковой бригады 9-го гвардейского танкового корпуса 2-й гвардейской танковой армии 1-го Белорусского фронта | гвардии майор             | 12.12.1908 — 30.07.1945 | [ БС 3 ] [ ГС 10 ] [ НЛ 9 ]     |
| 947   | Стовба Александр Иванович укр. Стовба Олександр Іванович                                        | 11.11.1990            | пехота       | командир мотострелкового взвода 66-й отдельной мотострелковой бригады 40-й армии ограниченного контингента советских войск в Афганистане | лейтенант                 | 19.07.1957 — 29.03.1980 | ——                              |
| 948   | Стогов Николай Ильич                                                                            | 16.02.1982            | авиация      | заместитель по лётной работе начальника Управления ГК НИИ ВВС | полковник                 | 02.05.1934 — 28.04.1982 | ——                              |
| 949   | Столбов Филипп Агафонович                                                                       | 29.06.1945            | пехота       | помощник командира взвода 107-го гвардейского стрелкового полка 34-й гвардейской стрелковой дивизии 4-й гвардейской армии 3-го Украинского фронта | гвардии старший сержант   | 01.07.1921 — 15.11.1997 | [ БС 5 ] [ ГС 13 ] [ НЛ 10 ]    |
| 950   | Стольников Николай Максимович укр. Стольников Микола Максимович                                 | 07.04.1940            | авиация      | старший лётчик 31-го скоростного бомбардировочного авиационного полка 16-й скоростной бомбардировочной авиационной бригады Северо-Западного фронта | лейтенант                 | 03.05.1916 — 05.08.1987 | [ БС 5 ] [ ГС 14 ] [ НЛ 11 ]    |
| 951   | Столяров Александр Никанорович                                                                  | 07.03.1945            | морской флот | командир отделения 66-го отдельного отряда дымомаскировки и дегазации Днепровской военной флотилии | сержант                   | 22.09.1913 — 12.11.1993 | [ БС 5 ] [ ГС 15 ] [ НЛ 12 ]    |
| 952   | Столяров Лев Николаевич                                                                         | 23.05.1966            | морской флот | командир атомной подводной лодки К-133 Северного флота | капитан 2-го ранга        | 02.01.1930 — 28.02.1992 | ——                              |
| 953   | Столяров Николай Георгиевич                                                                     | 01.07.1944 27.06.1945 | авиация      | командир звена 667-го штурмового авиационного полка 292-й штурмовой авиационной дивизии 1-го штурмового авиационного корпуса 5-й воздушной армии 2-го Украинского фронта штурман 141-го гвардейского штурмового авиационного полка 9-й гвардейской штурмовой авиационной дивизии 1-го гвардейского штурмового авиационного корпуса 2-й воздушной армии 1-го Украинского фронта | лейтенант гвардии капитан | 22.05.1922 — 23.02.1993 | [ БС 5 ] [ ГС 17 ] [ НЛ 13 ]    |
| 954   | Столяров Николай Иванович                                                                       | 08.02.1943            | авиация      | заместитель командира эскадрильи 629-го истребительного авиационного полка 102-й истребительной авиационной дивизии Сталинградского корпусного района ПВО | лейтенант                 | 20.05.1919 — 14.08.1985 | [ БС 5 ] [ ГС 18 ] [ НЛ 14 ]    |
| 955   | Столярчук Флор Евстафьевич (Столярчук Фрол Евстафьевич) укр. Столярчук Флор (Фрол) Євстафійович | 23.09.1944            | комиссар     | начальник политотдела и заместитель по политической части командира 150-й отдельной танковой бригады 3-й гвардейской армии 1-го Украинского фронта | гвардии полковник         | 18.08.1906 — 14.07.1944 | [ БС 6 ] [ ГС 19 ] [ НЛ 15 ]    |
| 956   | Сторожаков Алексей Николаевич                                                                   | 16.01.1942            | авиация      | заместитель командира эскадрильи 154-го истребительного авиационного полка 39-й истребительной авиационной дивизии Ленинградского фронта | старший лейтенант         | 12.02.1917 — 10.09.1941 | [ БС 7 ] [ ГС 20 ] [ НЛ 16 ]    |
| 957   | Стоцкий Феодосий Нестерович укр. Стоцький Феодосій Нестерович                                   | 24.12.1943            | артиллерия   | командир орудия 24-й гвардейской отдельной тяжёлой пушечной артиллерийской бригады РГК в составе войск Воронежского фронта | гвардии сержант           | 13.08.1911 — 04.11.1974 | [ БС 7 ] [ ГС 21 ] [ НЛ 17 ]    |
| 958   | Стратейчук Илья Ильич укр. Стратійчук Ілля Ілліч                                                | 29.10.1943            | пехота       | командир батальона 836-го стрелкового полка 240-й стрелковой дивизии 38-й армии Воронежского фронта | майор                     | 15.05.1915 — 15.01.1995 | [ БС 7 ] [ ГС 22 ] [ НЛ 18 ]    |
| 959   | Стратиевский Натан Борисович                                                                    | 23.02.1945            | авиация      | начальник связи эскадрильи 96-го гвардейского бомбардировочного авиационного полка 301-й бомбардировочной авиационной дивизии 3-го бомбардировочного авиационного корпуса 16-й воздушной армии 1-го Белорусского фронта | гвардии лейтенант         | 22.12.1920 — 25.08.2003 | [ БС 7 ] [ ГС 23 ] [ НЛ 19 ]    |
| 960   | Стратийчук Пётр Михайлович                                                                      | 17.11.1943            | пехота       | командир роты 1-го гвардейского стрелкового полка 2-й гвардейской стрелковой дивизии 56-й армии Северо-Кавказского фронта | гвардии лейтенант         | 10.02.1923 — 10.11.1943 | [ БС 7 ] [ ГС 24 ] [ НЛ 20 ]    |
| 961   | Стрекалов Геннадий Михайлович                                                                   | 10.12.1980 11.04.1984 | космонавт    | инженер-исследователь космического корабля «Союз Т-3» и орбитальной станции «Салют-6» бортинженер космического корабля «Союз Т-11» и орбитального научно-исследовательского комплекса «Салют-7» — «Союз Т-10» | —                         | 28.10.1940 — 25.12.2004 | ——                              |
| 962   | Стрекалов Пётр Семёнович                                                                        | 20.12.1943            | артиллерия   | командир миномётного отделения 30-го гвардейского воздушно-десантного полка 10-й гвардейской воздушно-десантной дивизии 37-й армии Степного фронта | гвардии старший сержант   | 17.10.1920 — 24.09.1997 | [ БС 7 ] [ ГС 26 ] [ НЛ 21 ]    |
| 963   | Стрелец Дмитрий Лаврентьевич                                                                    | 24.03.1945            | пехота       | командир взвода 220-го гвардейского стрелкового полка 79-й гвардейской стрелковой дивизии 8-й гвардейской армии 1-го Белорусского фронта | гвардии лейтенант         | 01.09.1920 — 11.12.1998 | [ БС 8 ] [ ГС 27 ] [ НЛ 22 ]    |
| 964   | Стрелец Фёдор Михайлович укр. Стрілець Федір Михайлович                                         | 24.03.1945            | пехота       | стрелок 1090-го стрелкового полка 323-й стрелковой дивизии 3-й армии 1-го Белорусского фронта | красноармеец              | 01.10.1910 — 30.06.1944 | [ БС 9 ] [ ГС 28 ] [ НЛ 23 ]    |
| 965   | Стрелец Филипп Евдокимович укр. Стрілець Пилип Євдокимович                                      | 01.09.1942            | партизан     | активный участник партизанской борьбы на территории Брянской области, командир партизанского отряда «Летучка № 1» | —                         | 01.10.1919 — 06.02.1942 | [ БС 9 ] [ ГС 29 ] [ НЛ 24 ]    |
| 966   | Стрелецкий Пётр Фёдорович укр. Стрілецький Петро Федорович                                      | 31.05.1944            | авиация      | командир звена 1-го гвардейского минно-торпедного авиационного полка 8-й минно-торпедной авиационной дивизии ВВС Балтийского флота | гвардии капитан           | 05.10.1918 — 22.12.1973 | [ БС 9 ] [ ГС 30 ] [ НЛ 25 ]    |
| 967   | Стрелков Владимир Дмитриевич                                                                    | 27.06.1945            | авиация      | командир звена 82-го гвардейского бомбардировочного авиационного полка 1-й гвардейской бомбардировочной авиационной дивизии 6-го гвардейского бомбардировочного авиационного корпуса 2-й воздушной армии 1-го Украинского фронта | гвардии лейтенант         | 22.01.1922 — 06.11.1950 | [ БС 9 ] [ ГС 31 ] [ НЛ 26 ]    |
| 968   | Стрелков Николай Михайлович                                                                     | 31.05.1945            | пехота       | командир мотострелкового батальона 19-й механизированной бригады 1-го механизированного корпуса 2-й гвардейской танковой армии 1-го Белорусского фронта | капитан                   | 20.07.1916 — 23.01.1997 | [ БС 9 ] [ ГС 32 ] [ НЛ 27 ]    |
| 969   | Стрелков Спиридон Михайлович                                                                    | 24.03.1945            | пехота       | командир пулемётного отделения 774-го стрелкового полка 222-й стрелковой дивизии 33-й армии 3-го Белорусского фронта | сержант                   | 08.11.1917 — 04.02.1945 | [ БС 10 ] [ ГС 33 ] [ НЛ 28 ]   |
| 970   | Стрельников Василий Поликарпович                                                                | 06.03.1945            | авиация      | командир эскадрильи 78-го истребительного авиационного полка 6-й истребительной авиационной дивизии ВВС Северного флота | капитан                   | 28.03.1919 — 23.10.1993 | [ БС 11 ] [ ГС 34 ] [ НЛ 29 ]   |
| 971   | Стрельников Ефим Семёнович                                                                      | 10.04.1945            | пехота       | командир роты 524-го стрелкового полка 112-й стрелковой дивизии 13-й армии 1-го Украинского фронта | старший лейтенант         | 14.10.1905 — 26.01.1945 | [ БС 11 ] [ ГС 35 ] [ НЛ 30 ]   |
| 972   | Стрельников Иван Иванович                                                                       | 21.03.1969            | пограничник  | начальник 2-й пограничной заставы 57-го пограничного отряда Тихоокеанского пограничного округа КГБ СССР | старший лейтенант         | 09.05.1939 — 02.03.1969 | ——                              |
| 973   | Стрельцов Василий Андреевич                                                                     | 29.10.1943            | инженер      | командир отделения 230-го отдельного сапёрного батальона 163-й стрелковой дивизии 38-й армии Воронежского фронта | сержант                   | 01.01.1923 — 16.09.1971 | [ БС 11 ] [ ГС 37 ] [ НЛ 31 ]   |
| 974   | Стрельцов Василий Дмитриевич                                                                    | 13.09.1944            | артиллерия   | командир миномётной батареи 75-го стрелкового полка 31-й стрелковой дивизии 52-й армии 2-го Украинского фронта | капитан                   | 28.02.1921 — 17.08.1966 | [ БС 11 ] [ ГС 38 ] [ НЛ 32 ]   |
| 975   | Стрельцов Виктор Николаевич                                                                     | 20.12.1943            | пехота       | разведчик взвода пешей разведки 273-го гвардейского стрелкового полка 89-й гвардейской стрелковой дивизии 37-й армии Степного фронта | гвардии красноармеец      | 02.04.1910 — 31.05.1972 | [ БС 11 ] [ ГС 39 ] [ НЛ 33 ]   |
| 976   | Стрельцов Виктор Сергеевич                                                                      | 22.07.1944            | авиация      | заместитель командира эскадрильи 95-го истребительного авиационного полка 14-й смешанной авиационной дивизии ВВС Северного флота | капитан                   | 13.11.1919 — 28.03.1947 | [ БС 11 ] [ ГС 40 ] [ НЛ 34 ]   |
| 977   | Стрельцов Владимир Фёдорович                                                                    | 23.02.1945            | авиация      | штурман 75-го гвардейского штурмового авиационного полка 1-й гвардейской штурмовой авиационной дивизии 1-й воздушной армии 3-го Белорусского фронта | гвардии подполковник      | 24.06.1909 — 19.07.1978 | [ БС 12 ] [ ГС 41 ] [ НЛ 35 ]   |
| 978   | Стрельцов Павел Васильевич                                                                      | 02.11.1944            | пехота       | пулемётчик 28-го гвардейского стрелкового полка 10-й гвардейской стрелковой дивизии 14-й армии Карельского фронта | гвардии красноармеец      | 26.06.1923 — 26.10.1944 | [ БС 13 ] [ ГС 42 ] [ НЛ 36 ]   |
| 979   | Стрельченко Владимир Игнатьевич                                                                 | 04.02.1944            | авиация      | штурман 948-го штурмового авиационного полка 308-й штурмовой авиационной дивизии 3-го штурмового авиационного корпуса 15-й воздушной армии Брянского фронта | майор                     | 01.06.1917 — 25.11.1981 | [ БС 13 ] [ ГС 43 ] [ НЛ 37 ]   |
| 980   | Стренаков Прокофий Аверьянович                                                                  | 24.12.1943            | артиллерия   | командир взвода управления 642-го пушечного артиллерийского полка 24-й пушечной артиллерийской бригады 5-й артиллерийской дивизии 4-го артиллерийского корпуса прорыва РГК в составе 61-й армии Центрального фронта | лейтенант                 | 06.06.1917 — 12.10.1961 | [ БС 13 ] [ ГС 44 ] [ НЛ 38 ]   |
| 981   | Стренин Фёдор Михайлович                                                                        | 01.11.1943            | комиссар     | комсорг батальона 72-го гвардейского стрелкового полка 24-й гвардейской стрелковой дивизии 2-й гвардейской армии Южного фронта | гвардии красноармеец      | 23.10.1921 — 07.06.1948 | [ БС 13 ] [ ГС 45 ] [ НЛ 39 ]   |
| 982   | Стрепетов Григорий Михайлович                                                                   | 26.10.1943            | пехота       | командир роты 222-го гвардейского стрелкового полка 72-й гвардейской стрелковой дивизии 7-й гвардейской армии Степного фронта | гвардии лейтенант         | 1905 — 28.12.1943       | [ БС 13 ] [ ГС 46 ] [ НЛ 40 ]   |
| 983   | Стриганов Константин Григорьевич                                                                | 10.01.1944            | артиллерия   | наводчик орудия батареи 76-мм пушек 520-го стрелкового полка 167-й стрелковой дивизии 38-й армии 1-го Украинского фронта | сержант                   | 30.09.1912 — 14.01.1944 | [ БС 13 ] [ ГС 47 ] [ НЛ 41 ]   |
| 984   | Стригунов Василий Степанович                                                                    | 29.06.1945            | авиация      | старший лётчик 826-го штурмового авиационного полка 335-й штурмовой авиационной дивизии 3-й воздушной армии 3-го Белорусского фронта | лейтенант                 | 04.02.1921 — 05.10.1989 | [ БС 13 ] [ ГС 48 ] [ НЛ 42 ]   |
| 985   | Стрижак Владимир Степанович укр. Стрижак Володимир Степанович                                   | 17.10.1943            | артиллерия   | командир батареи 205-го гвардейского пушечного артиллерийского полка 1-й гвардейской пушечной артиллерийской бригады 1-й гвардейской артиллерийской дивизии прорыва РГК в составе 60-й армии Центрального фронта | гвардии капитан           | 12.12.1911 — 30.12.1983 | [ БС 14 ] [ ГС 49 ] [ НЛ 43 ]   |
| 986   | Стрижак Павел Григорьевич укр. Стрижак Павло Григорович                                         | 23.09.1944            | артиллерия   | командир батареи 313-го гвардейского артиллерийского полка 121-й гвардейской стрелковой дивизии 13-й армии 1-го Украинского фронта | гвардии капитан           | 13.09.1922 — 28.03.1944 | [ БС 15 ] [ ГС 50 ] [ НЛ 44 ]   |
| 987   | Стрижаченко Алексей Абрамович укр. Стрижаченко Олексій Абрамович                                | 19.03.1944            | пехота       | командир батальона 1118-го стрелкового полка 333-й стрелковой дивизии 12-й армии Юго-Западного фронта | капитан                   | 17.03.1911 — 03.03.1989 | [ БС 15 ] [ ГС 51 ] [ НЛ 45 ]   |
| 988   | Стриженко Яков Алексеевич                                                                       | 21.04.1943            | танкист      | командир взвода тяжёлых танков 14-го гвардейского отдельного танкового полка прорыва 21-й армии Донского фронта | гвардии старший лейтенант | 28.02.1914 — 10.01.1943 | [ БС 15 ] [ ГС 52 ] [ НЛ 46 ]   |
| 989   | Стрижков Матвей Петрович                                                                        | 10.01.1944            | танкист      | механик-водитель танка 332-го танкового батальона 52-й гвардейской танковой бригады 6-й гвардейского танкового корпуса 3-й гвардейской танковой армии 1-го Украинского фронта | гвардии младший сержант   | 04.08.1914 — 05.05.1989 | [ БС 15 ] [ ГС 53 ] [ НЛ 47 ]   |
| 990   | Стробыкин-Юхвит Николай Николаевич                                                              | 15.05.1946            | авиация      | командир звена 190-го гвардейского штурмового авиационного полка 12-й гвардейской штурмовой авиационной дивизии 3-го гвардейского штурмового авиационного корпуса 5-й воздушной армии 2-го Украинского фронта | гвардии старший лейтенант | 28.04.1921 — 19.08.1995 | [ БС 15 ] [ ГС 54 ] [ НЛ 48 ]   |
| 991   | Строганов Дмитрий Евгеньевич                                                                    | 07.04.1940            | артиллерия   | командир батареи 291-го лёгкого артиллерийского полка 136-й стрелковой дивизии 13-й армии Северо-Западного фронта | старший лейтенант         | 30.08.1910 — 17.08.1948 | [ БС 15 ] [ ГС 55 ] [ НЛ 49 ]   |
| 992   | Стройков Николай Васильевич                                                                     | 27.06.1945            | авиация      | командир эскадрильи 213-го гвардейского истребительного авиационного полка 22-й гвардейской истребительной авиационной дивизии 6-го гвардейского истребительного авиационного корпуса 2-й воздушной армии 1-го Украинского фронта | гвардии старший лейтенант | 21.12.1921 — 13.01.1964 | [ БС 16 ] [ ГС 56 ] [ НЛ 50 ]   |
| 993   | Строков Василий Захарович                                                                       | 15.05.1946            | авиация      | командир звена 594-го штурмового авиационного полка 332-й штурмовой авиационной дивизии 4-й воздушной армии 2-го Белорусского фронта | лейтенант                 | 08.02.1922 — 28.11.1988 | [ БС 17 ] [ ГС 57 ] [ НЛ 51 ]   |
| 994   | Стромкин Леонид Леонидович                                                                      | 27.02.1945            | пехота       | командир батальона 1285-го стрелкового полка 60-й стрелковой дивизии 47-й армии 1-го Белорусского фронта | майор                     | 15.09.1921 — 12.05.1982 | [ БС 17 ] [ ГС 58 ] [ НЛ 52 ]   |
| 995   | Стронский Кирилл Фёдорович                                                                      | 17.11.1943            | морской флот | командир взвода 386-го отдельного батальона морской пехоты Новороссийской военно-морской базы Черноморского флота | лейтенант                 | 15.02.1917 — 20.10.1999 | [ БС 17 ] [ ГС 59 ] [ НЛ 53 ]   |
| 996   | Строчко Иван Иванович бел. Строчка Іван Іванавіч                                                | 23.09.1944            | артиллерия   | командир огневого взвода 13-го истребительно-противотанкового артиллерийского полка 37-й отдельной истребительно-противотанковой артиллерийской бригады РГК в составе войск 1-го Украинского фронта | младший лейтенант         | 10.10.1919 — 17.01.2001 | [ БС 17 ] [ ГС 60 ] [ НЛ 54 ]   |
| 997   | Стружкин Иван Васильевич                                                                        | 21.07.1942            | авиация      | заместитель командира эскадрильи 514-го пикирующего бомбардировочного авиационного полка ВВС Северо-Западного фронта | старший лейтенант         | 25.03.1914 — 06.04.1942 | [ БС 17 ] [ ГС 61 ] [ НЛ 55 ]   |
| 998   | Струков Иван Михайлович                                                                         | 10.04.1945            | артиллерия   | командир орудия 543-го стрелкового полка 120-й стрелковой дивизии 21-й армии 1-го Украинского фронта | сержант                   | 10.05.1912 — 13.09.1961 | [ БС 17 ] [ ГС 62 ] [ НЛ 56 ]   |
| 999   | Стручков Василий Васильевич                                                                     | 07.04.1940            | танкист      | старший механик-водитель танка 398-го отдельного танкового батальона 50-й стрелковой дивизии 13-й армии Северо-Западного фронта | красноармеец              | 14.04.1915 — 11.02.1940 | [ БС 17 ] [ ГС 63 ] [ НЛ 57 ]   |
| 1000  | Стрыгин Василий Петрович                                                                        | 02.11.1944            | пехота       | командир батальона 155-го стрелкового полка 14-й стрелковой дивизии 14-й армии Карельского фронта | капитан                   | 25.01.1920 — 31.10.1979 | [ БС 18 ] [ ГС 64 ] [ НЛ 58 ]   |
| 1001  | Стрюков Андрей Георгиевич                                                                       | 03.06.1944            | морской флот | автоматчик 384-го отдельного батальона морской пехоты Одесской военно-морской базы Черноморского флота | краснофлотец              | 14.03.1923 — 11.02.1971 | [ БС 19 ] [ ГС 65 ] [ НЛ 59 ]   |
| 1002  | Студенников Яков Степанович                                                                     | 15.01.1944            | пехота       | пулемётчик 1019-го стрелкового полка 307-й стрелковой дивизии 48-й армии Центрального фронта | старший сержант           | 15.03.1910 — 08.01.1987 | [ БС 19 ] [ ГС 66 ] [ НЛ 60 ]   |
| 1003  | Стукалов Василий Егорович                                                                       | 24.03.1945            | пехота       | пулемётчик 247-го гвардейского стрелкового полка 84-й гвардейской стрелковой дивизии 11-й гвардейской армии 3-го Белорусского фронта | гвардии красноармеец      | 23.02.1926 — 27.12.1990 | [ БС 19 ] [ ГС 67 ] [ НЛ 61 ]   |
| 1004  | Ступак Григорий Лаврентьевич укр. Ступак Григорій Лаврентійович                                 | 24.03.1945            | пехота       | командир пулемётного взвода 130-го гвардейского стрелкового полка 44-й гвардейской стрелковой дивизии 65-й армии 1-го Белорусского фронта | гвардии старший лейтенант | 05.06.1922 — 10.06.1972 | [ БС 19 ] [ ГС 68 ] [ НЛ 62 ]   |
| 1005  | Ступин Иван Спиридонович                                                                        | 31.05.1945            | артиллерия   | командир 24-й миномётной бригады 14-й артиллерийской дивизии 6-го артиллерийского корпуса прорыва РГК в составе 5-й ударной армии 1-го Белорусского фронта | гвардии полковник         | 03.06.1904 — 10.03.1984 | [ БС 19 ] [ ГС 69 ] [ НЛ 63 ]   |
| 1006  | Ступишин Михаил Протасович                                                                      | 26.10.1944            | авиация      | штурман 198-го штурмового авиационного полка 233-й штурмовой авиационной дивизии 4-й воздушной армии 2-го Белорусского фронта | майор                     | 02.11.1916 — 17.05.1980 | [ БС 20 ] [ ГС 70 ] [ НЛ 64 ]   |
| 1007  | Стяжкин Михаил Михайлович                                                                       | 22.08.1944            | артиллерия   | командир орудия 57-го артиллерийского полка 95-й стрелковой дивизии 49-й армии 2-го Белорусского фронта | сержант                   | 12.11.1920 — 24.12.1944 | [ БС 21 ] [ ГС 71 ] [ НЛ 65 ]   |
| 1008  | Суббота Николай Никитович                                                                       | 03.06.1944            | пехота       | пулемётчик пулемётной роты 1042-го стрелкового полка 295-й стрелковой дивизии 28-й армии 3-го Украинского фронта | красноармеец              | 1913 — 17.03.1944       | [ БС 21 ] [ ГС 72 ] [ НЛ 66 ]   |
| 1009  | Субботин Валентин Васильевич                                                                    | 18.12.1956            | артиллерия   | командир батареи 1195-го артиллерийского полка 33-й гвардейской механизированной дивизии Отдельной механизированной армии | капитан                   | 26.12.1928 — 12.07.2004 | ——                              |
| 1010  | Субботин Владимир Сергеевич                                                                     | 23.10.1943            | пехота       | временно исполняющий должность командира батальона 957-го стрелкового полка 309-й стрелковой дивизии 40-й армии Центрального фронта | гвардии лейтенант         | 27.06.1917 — 30.06.1970 | [ БС 21 ] [ ГС 74 ] [ НЛ 67 ]   |
| 1011  | Субботин Ефим Фёдорович                                                                         | 24.03.1945            | пехота       | офицер разведки 220-го гвардейского стрелкового полка 79-й гвардейской стрелковой дивизии 8-й гвардейской армии 1-го Белорусского фронта | гвардии старший лейтенант | 25.12.1918 — 08.02.1984 | [ БС 21 ] [ ГС 75 ] [ НЛ 68 ]   |
| 1012  | Субботин Иван Петрович                                                                          | 24.03.1945            | пехота       | командир 266-го гвардейского стрелкового полка 88-й гвардейской стрелковой дивизии 8-й гвардейской армии 1-го Белорусского фронта | гвардии подполковник      | 27.02.1915 — 26.08.1980 | [ БС 21 ] [ ГС 76 ] [ НЛ 69 ]   |
| 1013  | Субботин Николай Иванович                                                                       | 18.05.1943            | пехота       | стрелок 78-го гвардейского стрелкового полка 25-й гвардейской стрелковой дивизии 6-й армии Юго-Западного фронта | гвардии красноармеец      | 1908 — 05.03.1943       | [ БС 21 ] [ ГС 77 ] [ НЛ 70 ]   |
| 1014  | Субботин Павел Захарович                                                                        | 27.02.1945            | пехота       | командир батальона 212-го стрелкового полка 49-й стрелковой дивизии 33-й армии 1-го Белорусского фронта | майор                     | 08.06.1916 — 13.11.1955 | [ БС 22 ] [ ГС 78 ] [ НЛ 71 ]   |
| 1015  | Субботин Серафим Павлович                                                                       | 10.10.1951            | авиация      | штурман 176-го гвардейского истребительного авиационного полка 324-й истребительной авиационной дивизии 64-го истребительного авиационного корпуса | гвардии майор             | 15.01.1921 — 22.04.1996 | ——                              |
| 1016  | Субботин Юрий Константинович                                                                    | 24.03.1945            | артиллерия   | командир дивизиона 24-го гвардейского артиллерийского полка 5-й гвардейской стрелковой дивизии 11-й гвардейской армии 3-го Белорусского фронта | гвардии капитан           | 25.08.1923 — 15.09.1996 | [ БС 23 ] [ ГС 80 ] [ НЛ 72 ]   |
| 1017  | Сувиров Виктор Иванович                                                                         | 13.04.1944            | авиация      | командир эскадрильи 15-го истребительного авиационного полка 278-й истребительной авиационной дивизии 3-го истребительного авиационного корпуса 8-й воздушной армии 4-го Украинского фронта | капитан                   | 29.04.1919 — 08.12.1988 | [ БС 23 ] [ ГС 81 ] [ НЛ 73 ]   |
| 1018  | Суворов Александр Иванович                                                                      | 17.11.1939            | комиссар     | комиссар танкового батальона 6-й лёгкой танковой бригады 1-й армейской группы | старший политрук          | 17.10.1908 — 24.08.1939 | ——                              |
| 1019  | Суворов Александр Иванович                                                                      | 29.06.1945            | артиллерия   | командир миномётного взвода 17-го гвардейского стрелкового полка 5-й гвардейской стрелковой дивизии 11-й гвардейской армии 3-го Белорусского фронта | гвардии младший лейтенант | 16.08.1914 — 04.10.1951 | [ БС 23 ] [ ГС 83 ] [ НЛ 74 ]   |
| 1020  | Суворов Александр Яковлевич                                                                     | 27.06.1945            | авиация      | штурман 110-го гвардейского штурмового авиационного полка 6-й гвардейской штурмовой авиационной дивизии 2-го гвардейского штурмового авиационного корпуса 2-й воздушной армии 1-го Украинского фронта | гвардии капитан           | 22.12.1918 — 04.02.1994 | [ БС 23 ] [ ГС 84 ] [ НЛ 75 ]   |
| 1021  | Суворов Василий Иванович                                                                        | 10.04.1945            | инженер      | понтонер 135-го отдельного моторизированного понтонно-мостового батальона 6-й понтонно-мостовой бригады РГК в составе войск 1-го Украинского фронта | ефрейтор                  | 15.05.1921 — 06.07.1990 | [ БС 23 ] [ ГС 85 ] [ НЛ 76 ]   |
| 1022  | Суворов Пётр Анатольевич                                                                        | 15.01.1944            | пехота       | пулемётчик 467-го стрелкового полка 81-й стрелковой дивизии 61-й армии Центрального фронта | сержант                   | 25.08.1925 — 06.02.2011 | [ БС 24 ] [ ГС 86 ] [ НЛ 77 ]   |
| 1023  | Суворов Родион Михайлович                                                                       | 31.05.1944            | авиация      | заместитель командира эскадрильи 118-го разведывательного авиационного полка ВВС Северного флота | капитан                   | 01.04.1914 — 09.11.2005 | [ БС 24 ] [ ГС 87 ] [ НЛ 78 ]   |
| 1024  | Суворов Сергей Николаевич                                                                       | 03.06.1944            | артиллерия   | командир истребительно-противотанковой батареи 59-й гвардейской танковой бригады 8-го гвардейского танкового корпуса 40-й армии Воронежского фронта | гвардии старший лейтенант | 05.05.1918 — 17.09.1963 | [ БС 24 ] [ ГС 88 ] [ НЛ 79 ]   |
| 1025  | Суворов Сергей Романович                                                                        | 31.03.1943            | пехота       | стрелок 774-го стрелкового полка 222-й стрелковой дивизии 33-армии Западного фронта | красноармеец              | 07.10.1922 — 17.07.1942 | [ БС 24 ] [ ГС 89 ] [ НЛ 80 ]   |
| 1026  | Суворов Степан Васильевич                                                                       | 31.03.1943            | артиллерия   | ездовой батареи 966-го артиллерийского полка 383-й стрелковой дивизии 18-й армии Закавказского фронта | красноармеец              | 1920 — 25.10.1942       | [ БС 24 ] [ ГС 90 ] [ НЛ 81 ]   |
| 1027  | Сугак Сергей Савельевич                                                                         | 13.03.1944            | авиация      | командир корабля 25-го гвардейского авиационного полка 45-й авиационной дивизии Авиации дальнего действия | гвардии майор             | 06.10.1909 — 21.06.2001 | [ БС 24 ] [ ГС 91 ] [ НЛ 82 ]   |
| 1028  | Сугеров Борис Андреевич укр. Сугеров Борис Андрійович                                           | 23.09.1943            | танкист      | командир роты танков Т-34 129-й танковой бригады 13-й армии Центрального фронта | старший лейтенант         | 02.08.1921 — 12.02.1943 | [ БС 24 ] [ ГС 92 ] [ НЛ 83 ]   |
| 1029  | Сугоняев Александр Константинович                                                               | 27.02.1945            | танкист      | механик-водитель танка Т-34 95-й танковой бригады 9-го танкового корпуса 33-й армии 1-го Белорусского фронта | старшина                  | 1921 — 09.03.1945       | [ БС 25 ] [ ГС 93 ] [ НЛ 84 ]   |
| 1030  | Сугрин Валентин Васильевич                                                                      | 18.08.1945            | авиация      | командир звена 47-го гвардейского отдельного разведывательного авиационного полка Главного командования Красной армии | гвардии старший лейтенант | 04.04.1922 — 05.11.1996 | [ БС 26 ] [ ГС 94 ] [ НЛ 85 ]   |
| 1031  | Судаков Владимир Константинович                                                                 | 29.06.1945            | авиация      | помощник по воздушно-стрелковой службе командира 122-го гвардейского бомбардировочного авиационного полка 3-й гвардейской бомбардировочной авиационная дивизии 3-й воздушной армии З-го Белорусского фронта | гвардии капитан           | 23.07.1921 — 11.01.1999 | [ БС 26 ] [ ГС 95 ] [ НЛ 86 ]   |
| 1032  | Судаков Михаил Павлович                                                                         | 24.04.1944            | танкист      | командир взвода танков Т-34 2-й гвардейской танковой бригады 33-й армии Западного фронта | гвардии старший лейтенант | 12.04.1920 — 30.12.1943 | [ БС 26 ] [ ГС 96 ] [ НЛ 87 ]   |
| 1033  | Сударев Аркадий Викторович                                                                      | 27.06.1945            | пехота       | командир отделения противотанковых ружей мотострелкового батальона 70-й механизированной бригады 9-го механизированного корпуса 3-й гвардейской танковой армии 1-го Украинского фронта | ефрейтор                  | 24.12.1924 — 26.04.1945 | [ БС 26 ] [ ГС 97 ] [ НЛ 88 ]   |
| 1034  | Судейский Сергей Николаевич                                                                     | 20.04.1945            | морской флот | автоматчик 384-го отдельного батальона морской пехоты Одесской военно-морской базы Черноморского флота | старшина 1-й статьи       | 18.10.1918 — 27.03.1944 | [ БС 26 ] [ ГС 98 ] [ НЛ 89 ]   |
| 1035  | Судец Владимир Александрович укр. Судець Володимир Олександрович                                | 28.04.1945            | генерал      | командующий 17-й воздушной армией 3-го Украинского фронта | генерал-полковник авиации | 23.10.1904 — 06.05.1981 | [ БС 27 ] [ ГС 99 ] [ НЛ 90 ]   |
| 1036  | Судиловский Николай Петрович (Судзиловский Николай Петрович) бел. Судзілоўскі Мікалай Пятровіч  | 24.03.1945            | инженер      | командир отделения 51-й инженерно-саперной бригады 46-й армии 2-го Украинского фронта | старший сержант           | 15.06.1914 — 1963       | [ БС 28 ] [ ГС 100 ] [ НЛ 91 ]  |
| 1037  | Судмалис Имант Янович латыш. Sudmalis Imants                                                    | 23.10.1957            | партизан     | активный участник партизанской борьбы в Латвии, руководитель Рижского подпольного городского комитета комсомола | —                         | 18.03.1916 — 25.05.1944 | ——                              |
| 1038  | Суднишников Михаил Владимирович                                                                 | 31.05.1945            | пехота       | командир батальона 694-го стрелкового полка 383-й стрелковой дивизии 33-й армии 1-го Белорусского фронта | майор                     | 21.11.1919 — 02.12.1985 | [ БС 28 ] [ ГС 102 ] [ НЛ 92 ]  |
| 1039  | Судоргин Андрей Павлович                                                                        | 24.03.1945            | пехота       | командир пулемётного отделения мотострелкового батальона 15-й гвардейской механизированной бригады 4-го гвардейского механизированного корпуса 3-го Украинского фронта | гвардии старшина          | 14.08.1906 — 31.05.1957 | [ БС 28 ] [ ГС 103 ] [ НЛ 93 ]  |
| 1040  | Суздальский Виктор Арсеньевич                                                                   | 24.03.1945            | артиллерия   | командир дивизиона 1620-го лёгкого артиллерийского полка 20-й артиллерийской дивизии прорыва РГК в составе 51-й армии 1-го Прибалтийского фронта | капитан                   | 14.10.1922 — 06.07.1966 | [ БС 28 ] [ ГС 104 ] [ НЛ 94 ]  |
| 1041  | Сукач Николай Архипович укр. Сукач Микола Архипович                                             | 24.03.1945            | пехота       | командир батальона 1278-го стрелкового полка 391-й стрелковой дивизии 3-й ударной армии 2-го Прибалтийского фронта | майор                     | 19.12.1919 — 25.07.1944 | [ БС 28 ] [ ГС 105 ] [ НЛ 95 ]  |
| 1042  | Суков Трофим Тихонович                                                                          | 10.04.1945            | артиллерия   | командир орудия 235-го гвардейского истребительно-противотанкового артиллерийского полка 10-й гвардейской отдельной истребительно-противотанковой артиллерийской бригады РГК в составе 5-й гвардейской армии 1-го Украинского фронта | гвардии старший сержант   | 13.01.1924 — 24.07.1948 | [ БС 28 ] [ ГС 106 ] [ НЛ 96 ]  |
| 1043  | Суковатов Николай Иванович                                                                      | 17.10.1943            | пехота       | командир пулемётного отделения 241-го гвардейского стрелкового полка 75-й гвардейской стрелковой дивизии 60-й армии Центрального фронта | гвардии сержант           | 20.06.1921 — 24.05.1992 | [ БС 29 ] [ ГС 107 ] [ НЛ 97 ]  |
| 1044  | Сулаберидзе Александр Сергеевич груз. სულაბერიძე ალექსანდრე                                     | 21.03.1940            | танкист      | механик-водитель танка 27-го стрелкового полка 7-й стрелковой дивизии 7-й армии Северо-Западного фронта | младший комвзвод          | 15.08.1916 — 22.06.1958 | [ БС 30 ] [ ГС 108 ] [ НЛ 98 ]  |
| 1045  | Сулёв Виктор Александрович                                                                      | 29.06.1945            | авиация      | командир звена 13-го гвардейского бомбардировочного авиационного полка 321-й бомбардировочной авиационной дивизии 8-й воздушной армии 4-го Украинского фронта | гвардии старший лейтенант | 03.03.1921 — 02.12.1999 | [ БС 30 ] [ ГС 109 ] [ НЛ 99 ]  |
| 1046  | Сулейманов Идрис Гасан оглы азерб. Süleymanov İdris Həsən oğlu                                  | 13.12.1942            | пехота       | командир взвода 43-й стрелковой бригады Северо-Кавказского фронта | младший лейтенант         | 12.02.1915 — 29.07.1986 | [ БС 30 ] [ ГС 110 ] [ НЛ 100 ] |
| 1047  | Сулейманов Ризван Баширович                                                                     | 17.10.1943            | пехота       | командир батальона 498-го стрелкового полка 132-й стрелковой дивизии 60-й армии Центрального фронта | капитан                   | 05.05.1921 — 19.11.1998 | [ БС 30 ] [ ГС 111 ] [ НЛ 101 ] |
| 1048  | Сулейманов Шариф Сулейманович баш. Сөләймәнов Шәриф Сөләймән улы                                | 24.12.1943            | артиллерия   | командир батареи 1959-го истребительно-противотанкового артиллерийского полка 41-й отдельной истребительно-противотанковой артиллерийской бригады РГК в составе 65-й армии Белорусского фронта | капитан                   | 13.10.1920 — 12.02.1994 | [ БС 30 ] [ ГС 112 ] [ НЛ 102 ] |
| 1049  | Сулейманов Яков Магомед-Алиевич                                                                 | 19.04.1945            | пехота       | помощник командира взвода 646-го стрелкового полка 152-й стрелковой дивизии 28-й армии 3-го Белорусского фронта | старший сержант           | 15.05.1921 — 07.11.2014 | [ БС 30 ] [ ГС 113 ] [ НЛ 103 ] |
| 1050  | Сулейменов Джолдас каз. Сүлейменов Жолдас                                                       | 30.10.1943            | пехота       | разведчик взвода пешей разведки 120-го стрелкового полка 69-й стрелковой дивизии 65-й армии Центрального фронта | красноармеец              | 01.05.1922 — 1993       | [ БС 31 ] [ ГС 114 ] [ НЛ 104 ] |
| 1051  | Сулима Андрей Михайлович укр. Сулима Андрій Михайлович                                          | 26.04.1944            | танкист      | командир роты танков Т-34 69-го гвардейского танкового полка 21-й гвардейской механизированной бригады 8-го гвардейского механизированного корпуса 1-й танковой армии 1-го Украинского фронта | гвардии лейтенант         | 06.10.1917 — 10.03.1984 | [ БС 32 ] [ ГС 115 ] [ НЛ 105 ] |
| 1052  | Сулимов Павел Фёдорович                                                                         | 10.01.1944            | артиллерия   | командир орудия 520-го стрелкового полка 167-й стрелковой дивизии 38-й армии 1-го Украинского фронта | сержант                   | 25.12.1910 — 02.02.1991 | [ БС 32 ] [ ГС 116 ] [ НЛ 106 ] |
| 1053  | Сулин Семён Илларионович                                                                        | 24.03.1945            | комиссар     | заместитель по политчасти командира 1509-го самоходного артиллерийского полка 2-го гвардейского механизированного корпуса 2-го Украинского фронта | майор                     | 02.02.1909 — 04.11.1944 | [ БС 32 ] [ ГС 117 ] [ НЛ 107 ] |

| Навигационная таблица | Навигационная таблица                 |
| --------------------- | ------------------------------------- |
| «С»                   | Сабанов Григорий — Самсонов Владимир  |
| «С»                   | Самсонов Иван — Севрюков Алексей      |
| «С»                   | Севрюков Леонид — Сергиенков Дмитрий  |
| «С»                   | Сергов Алексей — Силантьев Николай    |
| «С»                   | Силин Николай — Скрылёв Алексей       |
| «С»                   | Скрылёв Виктор — Соболевский Анатолий |
| «С»                   | Собянин Гавриил — Сорокин Сергей      |
| «С»                   | Сорокин Фёдор — Степин Кузьма         |
| «С»                   | Степовой Арсентий — Сулин Семён       |
| «С»                   | Султанов Барый — Сябро Николай        |